# Rockbox
Rockbox es un firmware alternativo de código abierto para reproductores digitales de música tipo MP3. El cargador y el firmware permiten a estos reproductores funcionar sin las restricciones del fabricante en cuanto a los formatos que son capaces de reproducir, las ampliaciones de software (plugins y juegos) que pueden incorporar, y otras ventajas.
Rockbox se encuentra en desarrollo desde 2001 y va incorporando nuevas posibilidades y correcciones diariamente. Es posible configurar un gran número de opciones para adaptarse a cada usuario en particular. Incluye ajustes para controlar la calidad de sonido como ecualizador paramétrico y transiciones sin pausa. Es posible cargar configuraciones prefijadas rápidamente. Incluso es posible diseñar la ventana de reproducción hasta el último detalle. Se presenta en una amplia variedad de idiomas y gracias a los menús hablados, permite su uso a las personas con problemas de visión.

## Soporte
En muchos de los reproductores soportados están disponibles los siguientes formatos para la reproducción: Ogg Vorbis, MP3, FLAC, Musepack, AAC, ALAC, AC3 y WavPack. El objetivo no es saltar las restricciones DRM de derechos digitales de formatos protegidos, ya que estos formatos no se pueden reproducir. En el caso del iPod para los usuarios de Linux y Windows se usa como una unidad externa de disco USB, es fácil trasladar los archivos de música sin la necesidad de programas privativos como iTunes. El aparato reproducirá cualquier archivo soportado que se encuentre en el disco duro (o memoria flash) del reproductor, sin importar su ubicación.

## Reproductores Soportados

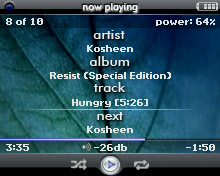
Una de las pieles para Rockbox.

Reproductores soportados por Rockbox.

### Archos
- Archos Player/Studio
- Archos Recorder
- Archos FM Recorder
- Archos V2 Recorder
- Ondio FM
- Ondio SP

### iriver
- H100 series
- H300 series (H320/H340)
- H10 series (H10 5, 6, y 20GB)

### iAudio
- X5/L
- X5V
- M5

### Apple
- iPod 6G
- iPod 5G/5.5G (Video)

```
 Soporta Video
```

- iPod 4G (Color/Photo)

```
 Soporta Video
```

- iPod 4G (Escala de grises)

```
 Soporta Video
```

- iPod 3G

```
 Soporta Video
```

- iPod nano 1G

```
 Soporta Video
```

- iPod Mini 1G/2G

### Toshiba
- Gigabeat F series (F10/F11/F20/F21/F30/F31/F40/F41/F60)
- Gigabeat X series

### Sandisk
- Sansa e200 series
- Sansa c200 series
- Sansa Fuze v1
- Sansa Fuze v2[1]
- Sansa Clip+
- Sansa Clip Zip

### Motorola
- Motorola Rokr E2
- Motorola ROKR E8
- Motorola ROKR EM30
- Motorola ZINE ZN5
- Motorola A1200
- Motorola Rokr Z6